# Soester EG
Die Soester EG (Soester Eishockey-Gemeinschaft „Die Bördeindianer“ e. V.) ist ein Eishockeyverein aus Soest, Nordrhein-Westfalen, der am 5. Dezember 1996 gegründet wurde. Die Heimspiele der Soester EG werden im etwa 1.100 Zuschauer fassenden Eissportzentrum Möhnesee ausgetragen.

## Geschichte
Nachdem die Seniorenmannschaft des ESC Soest entgegen ihrem Willen vom Spielbetrieb abgemeldet wurde, gründeten 12 Spieler unter der Führung von Burkhard Höcker am 5. Dezember 1996 die Soester EG. Am 25. März 1997 wurde die Soester EG offiziell in das Vereinsregister beim Amtsgericht Soest eingetragen. Es folgten die Aufnahmen in den Stadtsportverband und Kreissportverband Soest sowie in den Landes-Eissport Verband (LEV). Im August 1997 erfolgte die Zusage, zukünftig Training und Spiele im Eissportzentrum Möhnesee austragen zu dürfen. Dadurch stand einer Teilnahme an einem geregelten Spielbetrieb im Verband nichts mehr entgegen. Das erste Spiel in der Bezirksliga wurde vor über 200 Zuschauern mit 8:6 gegen den EC Lünen 1b gewonnen. Die Soester EG stellte zu diesem Zeitpunkt das einzige Seniorenteam aus Soest im offiziellen Ligabetrieb.
Im Januar 2001 wurde mit dem Aufbau einer eigenen Nachwuchsabteilung begonnen. In der Bezirksliga NRW belegte Soest 2001 den dritten Platz und war das einzige Team, das dem Bezirksliga-Meister EJ Dorsten eine Niederlage beibringen konnte.
Im Jahr 2002 belegte Soest in der Bezirksliga NRW Gruppe 1 den 2. Platz, nur ein Punkt hinter dem Tabellenführer EEC Eschweiler. In den Play-offs zur Landesliga gegen den Königsborner JEC wurde das Spiel in Soest in der 50. Spielminute beim Stand von 5:6 vom Betreiber des Eissportzentrums abgebrochen, da eine öffentliche Eislaufzeit anstand. Das Rückspiel in Unna verlor Soest mit 1:3. Der Spielabbruch war der Auslöser, dass die Spieltermine der Soester EG vom Samstagabend um 17:30 Uhr auf den Sonntagabend um 18:30 Uhr verlegt wurden.
Die Bezirksliga NRW 2004/05 war eine der spannendsten überhaupt mit Soester Beteiligung. Bis zum letzten Spieltag kämpften die Bördeindianer mit Kristall Lippstadt und Lippe-Hockey-Hamm um die Aufstiegsplätze. Am Ende machte Lippstadt das Rennen und wurde Bezirksliga-Meister, Soest wurde nur 3. und musste somit wieder in der Bezirksliga antreten.

### Saison 2005/06 – der erste Aufstieg der Vereinsgeschichte

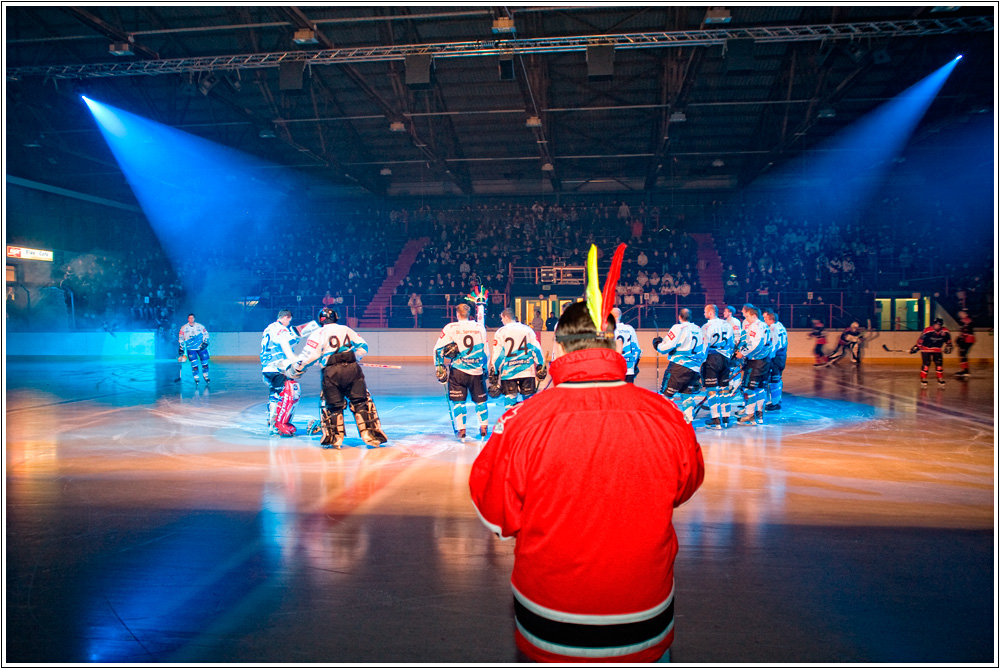
Heimspiel der Soester EG

In dieser Saison wurde erstmals der NRW-Liga-Pokal ausgetragen. An diesem KO-Turnier nahmen Vereine der Verbands-, Landes- und Bezirksliga teil. Mit dem EC Siegerland wurde den Soestern ein Verbandsligist zugelost. Umso größer war die Sensation, als man den EC Siegerland in eigener Halle mit 7:4 besiegen konnte. Nun gewarnt vor der Soester EG, gewann der EC Siegerland das Rückspiel mit 3:1. Der Sieger musste über ein Penaltyschießen ermittelt werden, das der EC Siegerland für sich entscheiden konnte.
Trotz der Niederlage schöpfte die Soester EG viel Selbstvertrauen aus den Pokalspielen und konnte auch im Ligabetrieb überzeugen. Der Neusser EV Ib war die Übermacht in der Bezirksliga-Saison, für Soest reichte es aber zum 2. Platz, der die Bördeindianer für Relegationsspiele mit dem EC Lünen um den Aufstieg in die Landesliga berechtigte. Nachdem Soest im letzten Pflichtspiel der Liga den EC Siegerland Ib mit 26:3 bezwang und den höchsten Sieg der Vereinsgeschichte erzielte, standen nun die Relegationsspiele an. Doch diese fanden nicht statt, da der EC Lünen sich zurückzog und die Soester EG kampflos den Aufstieg in die Landesliga NRW feierte.
In der ersten Saison der Landesliga NRW erreichten die Bördeindianer den 4. Platz. Im anschließenden Landesliga-Pokal belegte Soest den 5. Rang von 8 teilnehmenden Mannschaften. Mit dem 2. Platz der Landesliga NRW Saison 2007/08 qualifizierte sich die Soester EG für den Verbandsliga-Pokal. Hier erreichte Soest allerdings nur den vorletzten Platz und konnte in zehn Spielen nur zwei Siege verbuchen.

### Saison 2008/09 – Aufstieg in die Verbandsliga

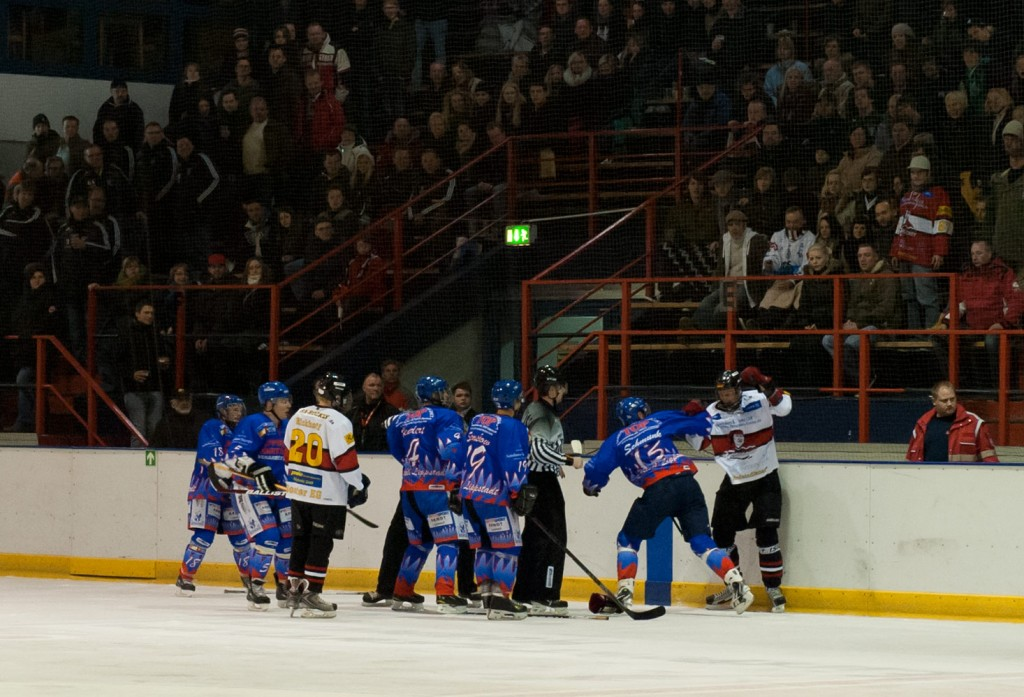
Spielszene gegen Kristall Lippstadt

In dieser Saison trat die Soester EG in der Landesliga NRW Gruppe B an, da der Dorstener EJ seine Mannschaft zurückzog, nahmen insgesamt nur 4 Mannschaften teil. Die Soester EG lieferte sich mit Kristall Lippstadt einen Kampf um den Meistertitel. Die Bördeindianer besiegte Kristall Lippstadt im letzten Ligaspiel vor 1.100 Zuschauern im Eissportzentrum Möhnesee durch den Siegtreffer von Christian Sprenger, 3 Sekunden vor Spielende, und waren somit das erste Mal in der Vereinsgeschichte auf dem ersten Platz in einer Abschlusstabelle. Im folgenden Verbandsliga-Pokal erreichte Soest den 3. Tabellenplatz, der zum Aufstieg in die Verbandsliga berechtigte.
Im ersten Jahr Verbandsliga NRW fand sich Soest im unteren Tabellendrittel wieder und kämpfte um den Klassenerhalt. Theoretisch wäre Soest wieder in die Verbandsliga abgestiegen, doch durch die Zusammenlegung der Verbands- und Landesliga zur NRW-Liga gab es in dem Jahr keine Absteiger. In der NRW-Liga 2010/11 belegte Soest den 8. Platz von 11 Vereinen. Entgegen den vergangenen Jahren wurde diese Saison aufgrund der hohen Teilnehmerzahl nicht in eine Haupt- und Pokalrunde unterteilt.
Als in der Saison 2011/12 nur 7 Vereine in der NRW-Liga an den Start gingen, wurde die Haupt- und Pokalrunde wieder eingeführt. In der Hauptrunde belegte Soest den 5. Platz, in der folgenden Pokalrunde konnte sich die Soester EG mit 8 Siegen aus 8 Spielen den ersten Platz sichern.

### Saison 2012/13 – Aufstieg in die Regionalliga

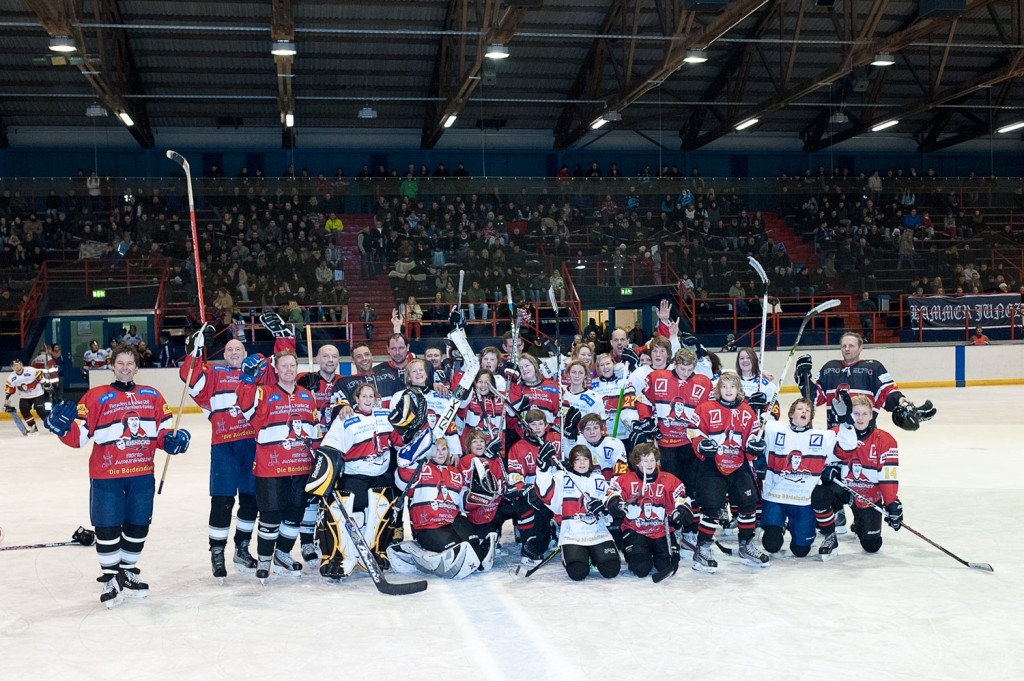
Mannschaftsfoto der Junioren-, Damen- und Traditionsmannschaft

In der NRW-Liga traten in diesem Jahr 9 Mannschaften an. Die Soester EG belegte den zweiten Platz, punktgleich hinter dem schon während der Saison insolventen Aachener EV. Da Aachen aber alle Spiele absolvierte, wurde die Meisterschaft anerkannt. Aachen trat aber nicht mehr im Regionalliga-Pokal an. Dadurch reduzierte sich die Teilnehmerzahl auf 7 Mannschaften, von denen die ersten 4 die sportliche Qualifikation für die Regionalliga erreichten. Die Soester EG belegte zum Saisonende den dritten Platz und stieg in die Regionalliga West auf. Durch den Aufstieg der Soester EG wird nach 22 Jahren (damals ESC Soest) wieder Regionalliga-Eishockey in Soest gespielt.
In der Saison 2013/14 erreichte die Soester EG den sportlichen Klassenerhalt in der Regionalliga West. In der Hauptrunde belegte Soest den 7. Tabellenplatz von 9 Mannschaften und in der darauf folgenden Platzierungsrunde für den Regionalliga-Pokal den 3. Tabellenplatz von 5 Mannschaften. In der Pokalrunde schied Soest gegen die Dortmunder Eisadler (NRW-Liga-Meister) nach zwei Niederlagen aus.
Auch in der Saison 2014/15 konnte sich die Soester EG den sportlichen Klassenerhalt sichern, dies war durch einen Aufstiegsverzicht des Bitburger ESV möglich. Die normal fälligen Relegationsspiele fanden nicht statt. In der Meisterschaftsrunde belegte Soest den letzten Tabellenplatz und errang aus 28 Spielen nur 3 Siege und ein Unentschieden.
In den folgenden Jahren schaffte es die Soester EG, sich im unteren Mittelfeld der Regionalliga West zu etablieren. Über die erste Play-off-Runde kam die Soester EG aber nie hinaus und in den Spielzeiten 2017/18 und 2018/19 scheiterte die SEG wiederholt am Herforder EV.

### Sommer 2019 – Rückzug der Seniorenmannschaft vom Spielbetrieb und Neuausrichtung
Am 8. Juli 2019 wurde auf einer außerordentlichen Vorstandssitzung beschlossen, dass die Soester Eishockey-Gemeinschaft in der Saison 2019/2020 kein Senioren-Team in der Regionalliga West stellen würde. Kurz vor der Meldefrist beim Eishockeyverband NRW hatten die Bördeindianer keinen ausreichend starken Kader aufstellen können und bei einer verspäteten Abmeldung und möglichen Regressforderungen, hätte der Verein vor einer möglichen Insolvenz gestanden. Ziel war es aber, aus der eigenen Jugend eine neue Seniorenmannschaft aufzubauen.
Zu dem Zeitpunkt gehörten dem Verein „nur“ eine U11 Bambini-, eine U13 Kleinschüler-, eine U15 Schüler- und eine Traditionsmannschaft an. Der Verein legte sein volles Engagement nun in die Förderung der Nachwuchsmannschaften, um eine neue Seniorenmannschaft aus dem eigenen Nachwuchs aufzubauen. In das Projekt wollte der Verein ehemalige Spieler mit einbinden und konnte Jan Buschmann für eine Ausbildung zum Eishockey-Trainer gewinnen. Dazu wurde für die Saison 2019/2020 erstmals eine U17 Jugendmannschaft für den Ligabetrieb beim Verband gemeldet. Der nächste Schritt war, eine U20 Juniorenmannschaft aufzubauen, Jan Buschmann sollte seine Spieler weiter als Trainer begleiten. Der Verein konnte in der Saison 2022/23 mit Sebastian Sprenger einen weiteren ehemaligen Spieler für die Trainerausbildung gewinnen und die SEG konnte mit 5 Nachwuchsmannschaften in die Saison starten.
Im Rahmen der Neuausrichtung des Vereins wurde auch ein alternatives neues Vereinslogo vorgestellt, das an das traditionelle Vereinslogo angelehnt ist.

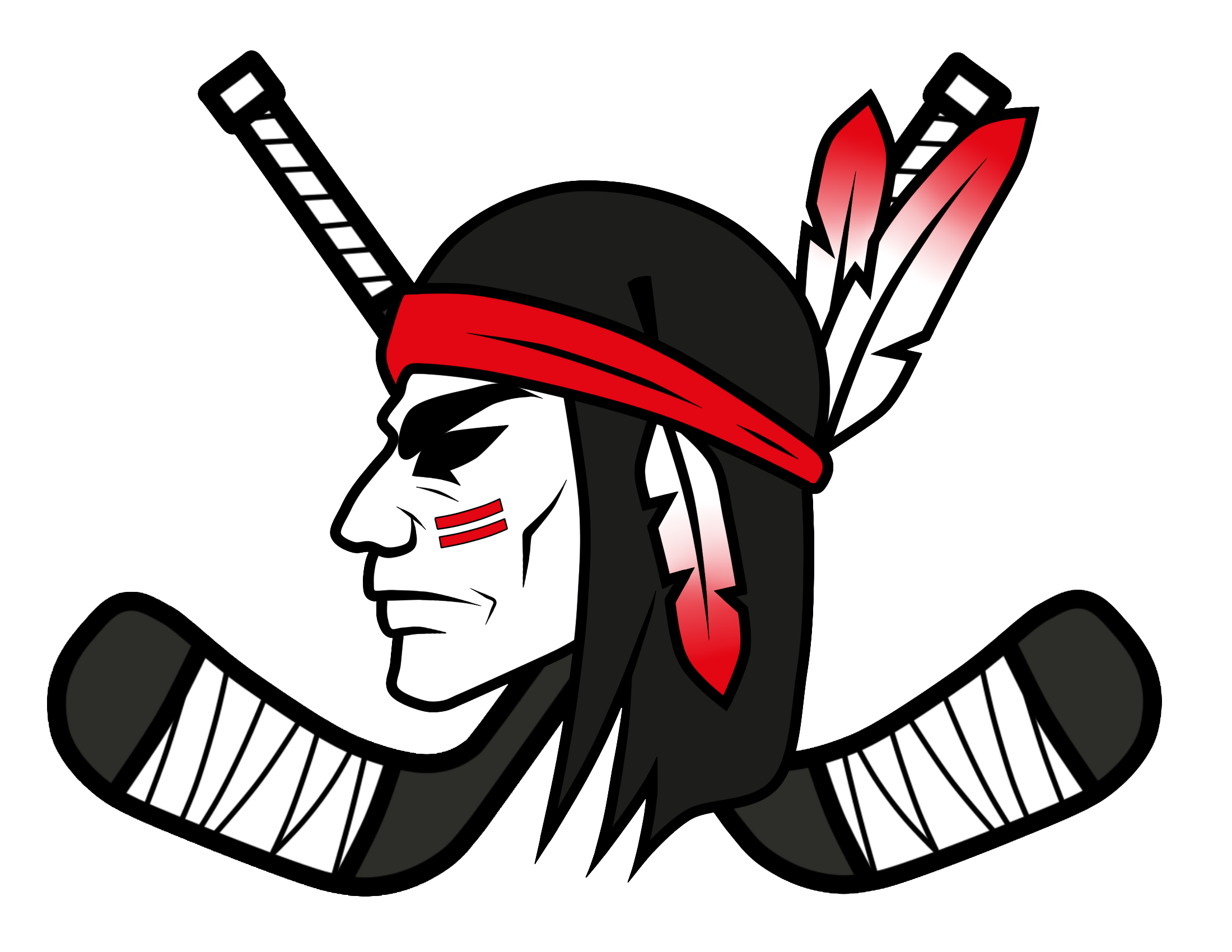

### Saison 2023/24 – Zurück in der Bezirksliga NRW
Für die Saison 2023/24 meldete die Soester EG wieder eine Seniorenmannschaft mit dem Trainer Jan Buschmann beim Eishockeyverband NRW für den Spielbetrieb in der Bezirksliga NRW an. Nach 13 Siegen aus 13 Spielen sicherte sich die Soester EG vorzeitig die Meisterschaft der Bezirksliga NRW, der entscheidende Sieg gelang gegen den Kreisnachbar ESC Kristall Lippstadt vor etwa 1000 Zuschauern im Eissportzentrum Möhnesee.
Im Nachwuchsbereich bildete die Soester EG zusammen mit den Eisadlern Dortmund und den Iserlohn Young Roosters erstmals eine U20 Spielgemeinschaft.

## Trivia
- Mit dem 1970 gegründeten ESC Soest und der 1996 gegründeten Soester EG hat die Stadt Soest zwei Eishockeyvereine. Dadurch ist Soest einer der ältesten NRW-Eishockeystandorte ohne eine einzige Insolvenz.
- In Kristall Lippstadt hat die Soester EG einen Rivalen aus dem eigenen Landkreis. Den Zuschauer-Rekord der Soester EG von 1.100 Zuschauern wurde in einem Spiel gegen Kristall Lippstadt 2008 aufgestellt.
- In den Jahren 2011 bis 2014 bot die Soester EG auch Frauen die Möglichkeit, Eishockey im Ligabetrieb zu spielen. Die Bördeindianerinnen traten in der Damen NRW-Liga an. Das Damenteam wurde ab der Saison 2014/15 vorerst nicht mehr für den Ligabetrieb gemeldet.[3]